# Oštiepok

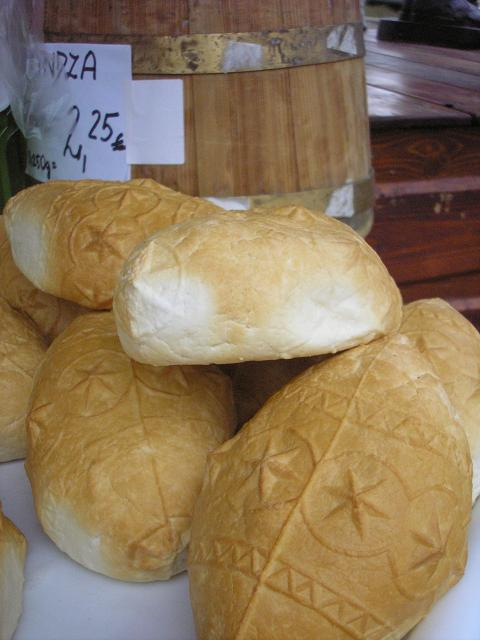
Oštiepok

Oštiepok là một sản phẩm truyền thống của người Wallachia ở Slovakia được làm bằng phô mai cừu. Nó được làm bằng cách cắt mỏng phô mai ngọt (còn mới), sau đó các lát phô mai được ép vào một chiếc khuôn gỗ hình tròn được chạm khắc thủ công để lên men. Sau đó chỗ phô mai được lấy ra và ngâm vào nước muối ấm, ngâm cho tới khi muối đã thấm hoàn toàn vào bên trong thì phô mai được đem ra phơi khô. Bằng việc được ngâm trong nước muối, Oštiepok có được đặc tính vốn có của nó là bền với thời gian, bề mặt của sản phẩm sau cùng sẽ bị ăn mòn một chút và chủ yếu có màu vàng.
Tại vùng núi Tantra ở Ba Lan, có một loại phô mai tương tự có tên là Oscypek.
Phô mai Oštiepok có đặc điểm nhận dạng đặc trưng bởi hình dáng của nó, thông thường có hình giống với một quả trứng to, hình ốc quế hoặc hình bầu dục với những hình thù trang trí phía bên mặt phô mai. Bên ngoài oštiepok thường có màu vàng hoặc vàng ngả nâu sau khi được hun khói. Bên trong thì có màu trắng ngà. Kết cấu rắn tuy nhiên sẽ dễ bị vụn, khi cắt có thể thấy những vết nứt nhỏ. Phô mai có vị mặn, mùi đặc trưng và có vụ chua, cùng với một chút mùi khói.